# Affaire Marty
L'affaire Marty est une affaire criminelle française qui s'est déroulée en 1953 à Perpignan dans les Pyrénées-Orientales. 
Marguerite Marty a été accusée d'avoir empoisonné sa cousine Jeanne Candela. Elle a été acquittée à l'issue d'un procès médiatisé.

## Historique
Le 12 octobre 1953, à Dorres (Pyrénées-Orientales), Marguerite Marty, âgée de 30 ans et propriétaire d'une auberge-pension dans la commune, est arrêtée par la police de Montpellier. Elle est accusée d'avoir empoisonné avec du gardénal sa cousine Jeanne Candela, décédée le 17 mars précédent. 
Plusieurs éléments lui sont défavorables : elle était la maîtresse du mari de Jeanne, elle est la dernière personne à avoir été en contact avec celle-ci à l'hôpital où elle avait été transportée dans un état critique. Deux médecins-légistes affirment que la dose mortelle de gardénal lui a été administrée peu de temps avant son décès, c'est-à-dire au moment où Marguerite Marty était seule auprès d'elle.
Marguerite Marty est placée en garde à vue par la police pendant quatre jours. Après un passage dans le cabinet du juge d'instruction où elle s'évanouit, elle est conduite à la prison de Perpignan. Un médecin constate qu'elle est épuisée et porte de multiples traces de coups. Son avocat, Me Christian Talairach, écrit au juge d'instruction pour se plaindre des conditions dans lesquelles sa cliente a été interrogée : selon lui, la police a voulu la forcer à signer des aveux, ce qu'elle a formellement refusé, en affirmant son innocence.
Un avocat parisien, Me Maurice Garçon, se joint à la défense. Une contre-expertise est demandée qui conclut dans un sens totalement différent des premiers experts. Rien n'établit que le gardénal a été administré à Jeanne Candela au moment où Marguerite Marty se trouvait seule avec elle à l'hôpital. L'inculpation d'assassinat est cependant maintenue.
Les médias régionaux et nationaux s'emparent de l'affaire. Le procès devant la Cour d'assises de Perpignan en janvier 1955 dure cinq jours. Les débats sont animés et donnent lieu à une bataille d'experts en toxicologie. Cependant, au terme d'un délibéré d'une heure et quart, Marguerite Marty est acquittée par les jurés.
Jean-Marc Théolleyre, le chroniqueur judiciaire du journal Le Monde, s'implique particulièrement dans cette affaire qu'il compare au cas de Marie Besnard, accusée elle aussi d'empoisonnement.
L'avocat Me Jacques Vergès fait figurer en bonne place l'affaire Marty dans son livre Les Erreurs judiciaires.